# Lee Wai Tong
Lee Wai Tong (李惠堂), né le 16 octobre 1905 et décédé le 4 juillet 1979, était un footballeur et entraîneur chinois et hongkongais, considéré comme le plus grand footballeur chinois du fait de sa participation aux Jeux olympiques de 1936, en tant que capitaine.

## Biographie

### En tant qu'entraîneur
Sa carrière d'entraîneur commence durant sa période en Chine entre 1926 et 1930 avec l'Université Fudan à Shanghai, tout en étant footballeur à Loh Hwa. Puis, lors de l'édition 1934 des Jeux de l'Extrême-Orient, il est joueur-entraîneur et remporte le tournoi. 
Il arrête sa carrière de footballeur en 1948 et se consacre à la gestion de clubs et de sélections : il est le sélectionneur de la Chine aux Jeux olympiques de 1948, la sélection est éliminée dès le premier match par la Turquie sur le score de 4 buts à 0,.
Après la guerre civile chinoise, se soldant par la victoire des Communistes en 1949, Lee Wai Tong part diriger la sélection de la République de Chine durant la période 1954-1960. Sous son mandat, il remporte à deux reprises les Jeux asiatiques en 1954 et en 1958 et participe aux Jeux olympiques de 1960, éliminé au premier tour. Enfin, sa dernière expérience d'entraîneur consiste à diriger la section féminine à l'université Ming Chuan à partir de 1966.
En parallèle, il devient secrétaire général de l'AFC en 1954 et vice-président de la FIFA en 1965.

## Palmarès

### Joueur
- Hong Kong First Division League (8): 
  - Vainqueur en 1923–24, 1932–33, 1934–35, 1935–36, 1937–38, 1938–39, 1939–40, 1940–41
- Jeux de l'Extrême-Orient (5) : 
  - Vainqueur en 1923, 1925, 1927, 1930 et 1934

### Entraîneur
- Jeux asiatiques (2) : 
  - Vainqueur en 1954 et en 1958